# Demachq Khâja
Demachq Khâja, Dimachk Khodja ou Dimašq Khwâja est le troisième fils de l’émir Chupan représentant du dernier grand Ilkhan de Perse Abu Saïd qui a été un temps le véritable détenteur du pouvoir chez les Ilkhanides de Perse. Il est né vers 1300 pendant que son père était à Damas en Syrie, ce qui lui vaut son nom. Ses frasques à la cour d’Abu Saïd provoquent sa mort et sont une des causes de la chute de son père en 1327.

## Biographie

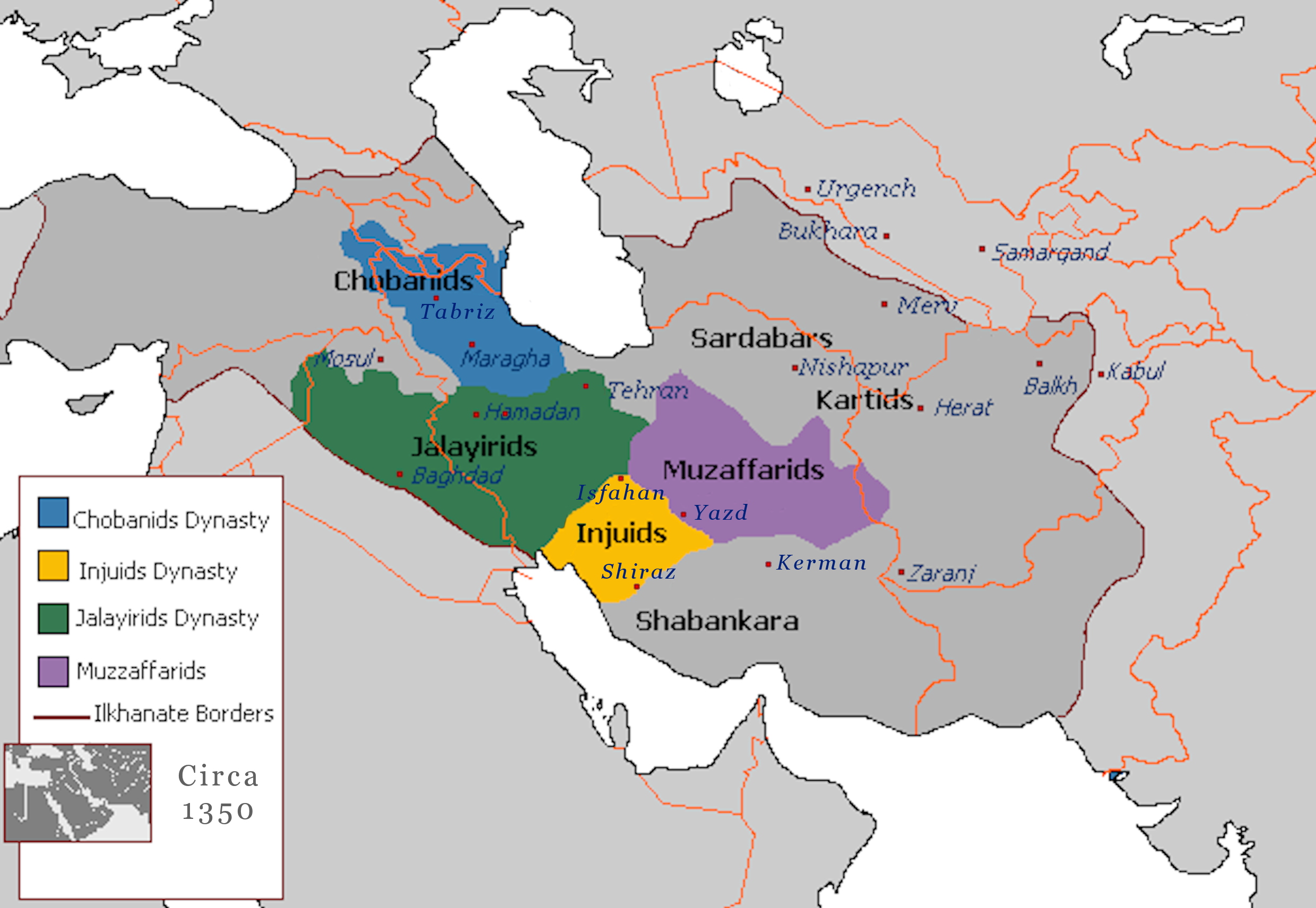
Division de l'empire des Ilkhans à la mort d’Abu Saïd.

L’Ilkhanide Abu Saïd, n’a que douze ans lorsqu’il succède à son père Oldjaïtou, décédé à Sultaniya le 16 décembre 1316. Le nouveau sultan confirme Chupan dans ses fonctions « d’amīr al-umarāʾ » (émir des émirs). En 1318, le titulaire de la charge du sceau royal décède, Chupan lui succède dans cette fonction. Il distribue à ses fils des gouvernorats dans tout le territoire. Demachq Khâja prend le contrôle de la région du Shabânkâra,.
Le pouvoir de Chupan se heurte à l’opposition de plusieurs émirs tels qu’Irentchin (Īrenjīn) et Qorûmchî (Qūromīšī), tous deux membres de la tribu mongole Kéraït qui supportent mal son autorité. Qorûmchî vient d’être rappelé à l’ordre par Chupan et Irentchin avait provoqué une rébellion en Anatolie à cause de sa politique d’oppression, Chupan avait alors été envoyé par Oldjaïtou pour l’endiguer. Par la suite Irentchin est nommé gouverneur de Diyarbakır mais bientôt remplacé. Ce dernier a ressenti cette éviction comme une sanction venant de Chupan bénéficiant de l’accord du Sultan. En 1319, Chayr Ali, fils d’Irentchin, envahit les possessions de Demachq Khâja et l’a presque tué se croyant soutenu par Abu Saïd. Après la défaite de ces émirs, La position de Chupan semble inexpugnable, et Demachq Khâja devient le vice-régent de son père.
Plus le pouvoir de Demachq Khâja augmente plus son arrogance provoque le ressentiment des émirs à la cour. Abu Saïd se plaint de son comportement auprès de Chupan et lui demande de la remplacer par l’un de ses frères. Demachq Khâja met les plaintes du sultan sur le compte de calomnies faites par le vizir Rukn al-Dîn Sâyen et parvient à obtenir son éviction. En 1326/1327, Chupan est alors en campagne dans le Khorasan de sorte que Demachq Khâja est le personnage le plus puissant à la cour. Sa brutalité à l’égard du sultan augmente. La situation s’inverse quand il commet l’erreur de s’introduire dans le harem du sultan. Ibn Battâta raconte cet épisode :

« Abou Sa’îd ne cessa de rester dans cet état de sujétion, jusqu’à ce qu’un jour une des femmes de son père. Dounya khâtoûn, vînt le trouver et lui dît : « Si nous étions les hommes, nous ne laisserions pas Djoûbân et son fils dans la situation où ils se trouvent. » Il lui demanda ce qu’elle voulait dire par ces paroles. Elle lui répondit : « L’insolence de Dimachk khodjah, fils de Djoûbân, est parvenue à ce point qu’il ose avoir commerce avec les femmes de ton père. Il a passé la nuit dernière avec Thaghy khâtoûn, et m’a envoyé dire : “Je passerai la prochaine nuit avec toi”. La prudence te commande de rassembler les émirs et les troupes. Lorsqu’il sera monté secrètement à la forteresse pour y passer la nuit, tu pourras le faire arrêter. Dieu mettra ordre à l’affaire de son père. » Djoûbân (Chupan) était alors dans le Khorâçân. La colère s’empara d’Abou Sa’îd, et il employa la nuit à prendre ses mesures. Lorsqu’il sut que Dimachk khodjah était dans le château, il ordonna aux émirs et aux troupes de l’entourer de tous côtés. Le lendemain matin, Dimachk sortit, ... Un des émirs attachés à la personne du sultan, nommé Misr khodjah, et un eunuque nommé Loulou atteignirent Dimachk khodjah, le tuèrent et apportèrent sa tête au roi Abou Sa’îd. On la jeta sous les pieds de son cheval, car ces gens ont coutume d’agir ainsi avec les têtes de leurs principaux ennemis.

Le sultan ordonna de piller la maison de Dimachk, et de tuer ceux de ses serviteurs et de ses esclaves qui résisteraient. »

— Ibn Battûta, Op. cit. (lire en ligne), « Du Sultan des deux Irâks et du Khorâçân », p. 272-273 (.pdf).
Ces événements se seraient produits le 24 août 1327, néanmoins les chroniqueurs contemporains n’en font pas mention. Ils rapportent plutôt qu’Abu Saïd a été incité par la révolte des émirs qui avaient été expulsés de la cour par Demachq Khâja. On raconte aussi qu’Abu Saïd a paru peiné par la mort de Demachq Khâja, au moins par égard pour sa fille Delchâd Khâtûn, petite-fille du khan Ahmad Teküder, avec laquelle il va se marier un peu plus tard. Cependant Abu Saïd ordonne l’arrestation de Chupan et de ses autres fils.
Demachq Khâja a été enterré à Chiraz dans un mausolée construit à sa mémoire par sa sœur Bagdâd Khâtûn.